# Гидроарсенат калия
Гидроарсенат калия — неорганическое соединение,
кислая соль калия и мышьяковой кислоты с формулой K2HAsO4,
бесцветные кристаллы,
растворяется в воде,
образует кристаллогидраты.

## Получение
- Частичная нейтрализация мышьяковой кислоты:

{\displaystyle {\mathsf {2KOH+H_{3}AsO_{4}\ {\xrightarrow {}}\ K_{2}HAsO_{4}+2H_{2}O}}}

## Физические свойства
Гидроарсенат калия образует бесцветные кристаллы.
Растворяется в воде, не растворяется в этаноле.
Образует кристаллогидрат состава K2HAsO4•n H2O, где n = 1, 2, 2,5 и 6.
Гидрат K2HAsO4•2,5H2O образует кристаллы
моноклинной сингонии,
пространственная группа P 21,
параметры ячейки a = 0,71607 нм, b = 1,81352 нм, c = 1,38156 нм, β = 125,153°, Z = 8.
Гидрат K2HAsO4•6H2O образует кристаллы
моноклинной сингонии,
пространственная группа C c ,
параметры ячейки a = 0,91788 нм, b = 0,94179 нм, c = 1,25935 нм, β = 93,784°, Z = 4.